# 1475

## Esdeveniments
Països Catalans
- 23 de febrer, València: S'edita el Comprehensorium, de Johannes Grammaticus, primer incunable amb data de la tipografia espanyola, imprès per Lambert Palmart seguint les tècniques de Gutenberg.[1]

Resta del món
- S'obre la primera cafeteria a Constantinoble.
- Fundació de la Biblioteca Vaticana.

## Naixements
Països Catalans
Resta del món
- 6 de març, Caprese (Itàlia): Miquel Àngel, escultor, pintor, poeta i arquitecte renaixentista (m. 1564).[2]
- 29 de juny, Florència: Beatriu d'Este, noble italiana i duquessa consort de Milà, que fou una mecenes rellevant (m. 1497).[3]
- 13 de setembre, Roma, Itàlia: Cèsar Borja, cardenal (m. 1507).[4]
- Carpentràs: Elzéar Genet, músic.

## Necrològiques
Països Catalans
Resta del món